# Olympique Gymnaste Club de Nice Côte d'Azur
L'Olympique Gymnaste Club de Nice Côte d'Azur, meglio noto come OGC Nizza o semplicemente Nizza, è una società calcistica Francese con sede nella città di Nizza, in Costa Azzurra. Milita attualmente nella Ligue 1, la massima divisione del campionato francese di calcio, e disputa le partite interne all'Allianz Riviera (35 624 posti).
Fondato il 9 luglio 1904 come Gymnaste Amateurs Club de Nice, assunse il nome di Gymnaste Club de Nice nel 1924 ed è uno dei club fondatori della Ligue 1. La squadra ha vinto 4 campionati nazionali, 3 Coppe di Francia e una Supercoppa di Francia. Raccolse la maggior parte dei successi negli anni '50 del XX secolo, sotto la guida degli allenatori Numa Andoire, William Berry e Jean Luciano e con un organico internazionale composto da calciatori come Héctor De Bourgoing, Pancho Gonzales, Victor Nurenberg e Joaquín Valle, l'ultimo dei quali è il migliore marcatore di tutti i tempi del Nizza. I colori sociali sono il rosso e il nero.
Dal 1927 al 2013 ha disputato le gare casalinghe allo stadio municipale del Ray, poi divenuto stadio Léo Lagrange; dal 22 settembre 2013 è di scena all'Allianz Riviera. Il club è di proprietà del gruppo petrolchimico Ineos dall'agosto 2019.

## Storia

### Le origini
L'embrione del club si formò il 9 luglio 1904 come Gymnaste Amateurs Club de Nice, una società di ginnastica dall'uniforme blu e nera. Nell'arco di quattro anni la società aggiunse altre sezioni sportive, finché nel 1908 avvenne la scissione del club in due società: una che mantiene il nome del vecchio club, e l'altra denominata Gymnastes Amateurs Club de Nice, di cui fu creata una sezione calcistica che esordì il 29 novembre 1908 in occasione di un match contro lo Stade Niçois.
Nel 1910 la squadra assunse il nome di Gymnaste Club de Nice quindi, nel decennio successivo, la società assorbì altri club minori della città (cambiando più di una volta la denominazione), fino ad assumere, nel 1924, la denominazione di Olympique Gymnaste Club de Nice, con il rosso e il nero come colori sociali.

### L'esordio nel calcio professionistico
Dopo aver esordito a livello professionistico in Coppa di Francia, in cui raggiunse nelle prime due stagioni la semifinale, il Nizza ebbe la possibilità di iscriversi alla neonata Division 1, in un raggruppamento costituito da squadre provenienti dal sud della Francia. Dopo una salvezza ottenuta il primo anno, nella stagione 1933-34 il Nizza retrocesse in Division 2, ma in quello stesso anno perse lo statuto professionistico, trascorrendo quindi un anno di inattività. Per la stagione 1935-36 il Nizza ottenne la reiscrizione in seconda divisione, in cui rimase fino allo scoppio della seconda guerra mondiale. Vinse il Torneo internazionale di Nizza nel 1946.

### Anni 1950: l'epoca d'oro
Reiscritta al termine delle ostilità al campionato di seconda divisione, il Nizza ritornò in massima serie al termine della stagione 1947-48. Dopo due stagioni di assestamento la squadra vinse due titoli consecutivi nelle stagioni 1950-51 (vincendo in rimonta un campionato conclusosi con le prime cinque distanziate da un solo punto e grazie alla miglior differenza reti nei confronti del Lilla) e 1951-52 (uscendo dal guscio a sei turni dal termine, durante i quali riuscì a sconfiggere la concorrenza), nonostante diversi avvicendamenti sulla panchina (si alternarono in due anni Ely Rous, Jean Lardi e Numa Andoire). Sempre nella stagione 1951-52 il Nizza riuscì a vincere la sua prima Coppa di Francia, divenendo quindi la prima squadra francese del dopoguerra a ottenere il double. A queste vittorie in campo nazionale si abbinarono le prime partecipazioni alle competizioni internazionali: grazie alla vittoria del titolo nazionale nel 1952 il club prese parte alla Coppa Latina, massima competizione europea per club prima della nascita della Coppa dei Campioni, mancando la vittoria del trofeo a causa della sconfitta in finale contro il Barcellona per 1-0, dopo aver battuto nelle semifinali i campioni di Portogallo dello Sporting Lisbona. Dal 1952 al 1957 il club partecipò anche alla Coppa Grasshoppers, torneo ad invito giocato in un'unica edizione in cui si piazzò al secondo posto. La squadra, dopo aver vinto un'altra coppa nazionale nella stagione 1953-54, ripeté la vittoria del campionato nella stagione 1955-56, in cui affrontò la concorrenza di varie squadre (nella classifica finale le prime cinque furono distanziate da tre punti) e, dopo due stagioni anonime in cui si posizionò nelle parti basse della classifica, nella stagione 1958-59, in cui ebbe modo di battere diversi record personali come l'imbattibilità, il numero di vittorie e il numero di reti segnate. La vittoria degli ultimi due campionati consentì inoltre al Nizza di esordire nella neonata Coppa dei Campioni, in cui venne eliminato in entrambi i casi dal Real Madrid (allora dominatore della competizione) ai quarti di finale.

### Anni 1970: ilclub dei Miliardari
Dopo un periodo buio durato per tutti gli anni sessanta (in cui la squadra retrocesse due volte in Division 2, la seconda delle quali nella stagione 1968-69, dopo una stagione conclusa al secondo posto), il Nizza si impose negli anni settanta come club di classifica medio-alta, grazie soprattutto agli ingaggi di giocatori celebri come Hervé Revelli (plurivincitore del campionato con il Saint-Étienne nonché due volte capocannoniere del campionato francese), Dominique Baratelli e Dick van Dijk (campione d'Europa con l'Ajax). La squadra, denominata in quel periodo club des Miliardaires, si ritrovò tre volte a lottare per la conquista del campionato: nella stagione 1972-73 si fece superare dal Nantes a metà del girone di ritorno concludendo al secondo posto, nella stagione 1975-76 fu l'unica squadra realmente in grado di contrastare l'egemonia del Saint-Étienne, mentre nel campionato 1977-78 fu in corsa per il double, lottando contro il Monaco per la vittoria del campionato fino a poche giornate dal termine, in cui calò fino a concludere a metà classifica, e giungendo fino alla finale di Coppa di Francia, dove fu sconfitto dal Nancy a causa di un gol di Platini.

### Anni 1980: la crisi finanziaria
La sconfitta in finale di Coppa di Francia decretò la fine del periodo del club dei Miliardari: il Nizza conobbe infatti nelle stagioni successive un declino dei risultati, fino a retrocedere con due giornate di anticipo al termine della stagione 1981-82. La squadra, tornata in massima serie dopo tre anni, si attestò nelle posizioni medio-basse della classifica, con un unico picco nella stagione 1988-89, in cui si piazzò sesta. A questo piazzamento seguì una salvezza stentata (guadagnata solo grazie ad una larga vittoria contro lo Strasburgo nella gara di ritorno dei playoff interdivisionali).

### Anni 1990: i cambi di proprietà

Il logo in uso dal 1992 al 2013

Nella stagione 1990-1991 la giustizia sportiva decretò la retrocessione d'ufficio del Nizza a causa di inadempienze finanziarie. Nel novembre 1991 il club, oberato dai debiti, era sull'orlo della liquidazione, che fu scongiurata grazie all'impegno del nuovo presidente André Boïs, il quale cambiò il nome della società in Olympique Gymnaste Club de Nice-Côte d'Azur.
Il decennio seguente allo scampato fallimento della società vide il Nizza incontrare diverse difficoltà sul campo, con piazzamenti di medio-bassa classifica in Division 1 e in seconda divisione. Dall'agosto del 1992 al novembre del 1996 la squadra fu allenata da Albert Emon. Tornato in massima serie al termine della stagione 1993-1994, il club nizzardo si piazzò sedicesimo nella stagione successiva e dodicesimo nel 1995-1996. L'unico picco della squadra in questo decennio fu la vittoria in Coppa di Francia, ottenuta nel 1996-1997 sconfiggendo in finale il Guingamp per 4-3 ai rigori dopo l'1-1 dei tempi supplementari. Nella stessa annata, tuttavia, la squadra si piazzò ultima in massima serie, tornando così in seconda divisione.

### Anni 2000: il ritorno in massima serie
Gli anni seguenti furono caratterizzati dall'avvicendarsi ai vertici della società di diversi proprietari, tra cui anche alcuni italiani: Primo Salvi, Paolo Taveggia e Federico Pastorello, in società con il presidente della Roma Franco Sensi. Con l'arrivo del tecnico italiano Sandro Salvioni, nominato da Sensi, la squadra si piazzò quindicesima in Division 2, ma l'anno nella stagione 2001-2002, ultima del Nizza sotto la proprietà italiana, il terzo posto finale valse la promozione in massima serie.
Il club, acquistato all'inizio della 2002-2003 da Maurice Cohen, ottenne negli anni a venire posizioni di media classifica, con picchi nelle stagioni 2005-2006 (durante la quale raggiunse la finale di Coppa di Lega, persa in favore del Nancy) e 2007-2008, in cui giunse all'ottavo posto.
All'inizio della stagione 2009-2010 la società passò a Gilbert Stellardo. Venduti i migliori elementi della rosa per un incasso di circa 23,5 milioni di euro, fu indebolito notevolmente l'organico, fatto che provocò il malcontento della tifoseria. Tuttavia la squadra riuscì a rimanere in Ligue 1 ed a mettere in evidenza nuovi talenti.

### Anni 2010: consolidamento del club
L'11 luglio 2011 l'uomo d'affari nizzardo Jean-Pierre Rivère versò nelle casse societarie 12 milioni di euro, diventandone così il nuovo presidente. Il club finanziariamente più solido alternò stagioni deludenti ad altre molto positive.
Nel 2016 un consorzio cinese americano guidato da Chien Lee e Alex Zheng rilevò l'80% della proprietà del club.
In questi anni il club si consolidò nelle prime posizioni del campionato francese ottenendo frequentemente la qualificazione ai gironi di UEFA Europa League ed un playoff di UEFA Champions League nella stagione 2017-2018.

### Anni 2020: una nuova dimensione per il club
Nell’agosto del 2019 il gruppo britannico Ineos, di proprietà del miliardario britannico Jim Ratcliffe, acquisisce per circa 100 milioni di euro la totalità delle azioni dai precedenti proprietari diventando il nuovo proprietario del club.
Nella stagione 2021-22 il Nizza torna dopo 25 anni a disputare una finale di Coppa di Francia, venendo però sconfitto dal Nantes, mentre in campionato arriva 5º, ottenendo così il pass per la Conference League 2022-2023. In tale competizione, dopo aver superato la fase a gironi da primo classificato nel raggruppamento, i rossoneri agli ottavi di finale eliminano lo Sheriff Tiraspol con il punteggio complessivo di 4-1; pertanto si qualificano ai quarti di finale di una competizione europea dopo 63 anni, non riuscendo però ad andare oltre, venendo sconfitti dal Basilea. In campionato il Nizza purtroppo chiuderà solo 9°, non potendo quindi accedere a nessuna delle prossime coppe europee. L'annata seguente il club torna ad imporsi come una delle squadre di vertice del campionato, chiudendo il girone di andata di Ligue 1 al secondo posto (avendo anche occupato per due giornate consecutive la prima posizione), salvo poi mostrare un netto calo di rendimento nel girone di ritorno, con la squadra che chiuderà quinta in classifica (ottenendo quindi un posto per la UEFA Europa League 2024-2025), ma con la miglior difesa del campionato (solo 29 gol subiti in 34 partite). Il cammino europeo del club nella stagione 2024-25 si rivela, però, avaro di soddisfazioni, con il Nizza che nella fase campionato dell'Europa League riesce a racimolare solo 3 punti, chiudendo 35º su 36 squadre e non riuscendo di conseguenza a qualificarsi per gli ottavi di finale; decisamente migliore è, invece, il cammino in Ligue 1, dove la squadra ottiene un ottimo 4º posto, qualificandosi così per i preliminari della UEFA Champions League 2025-26.

## Strutture

### Stadio
Dal 2013 il club gioca le partite casalinghe all'Allianz Riviera, che sorge in città e può ospitare fino a 35 624 spettatori e che ha anche ospitato cinque gare del campionato d'Europa 2016. In precedenza il Nizza ha giocato allo Stade Municipal du Ray, costruito nel 1927 di capienza pari a 17 400 spettatori.

## Allenatori
Di seguito è riportata la lista degli allenatori che si sono succeduti alla guida del club nella sua storia.
- 1942-1943  Josep Samitier
- 1947-1949  Anton Marek
- 1949-1950  Émile Veinante
- 1951-1952  Numa Andoire
- 1952-1953  Mario Zatelli
- 1953-1955  Bill Berry
- 1955-1957  Luis Carniglia
- 1958-1962  Jean Luciano
- 1962-1964  Numa Andoire
- 1964-1968  Pancho González
- 1968-1969  Pancho González (1 lug.-20 gen.)
 Léon Rossi (21 gen.- 30 giu.)
- 1971-1972  Léon Rossi,  Jean Snella
- 1972-1974  Jean Snella
- 1974-1976  Vlatko Marković
- 1976-1977  Vlatko Marković (1 lug.-22 nov.)
 Jean-Marc Guillou (23 nov.- 24 gen.)
 Léon Rossi (25 gen.- 30 giu.)
- 1977-1978  Léon Rossi
- 1978-1979  Léon Rossi,  Ferry Koczur
- 1979-1980  Léon Rossi
- 1980-1981  Vlatko Marković
- 1981-1982  Vlatko Marković (1 lug.-9 set.)
 Marcel Domingo (10 set.- 24 gen.)
- 1982-1987  Jean Sérafin
- 1987-1989  Nenad Bjeković
- 1989-1990  Carlos Bianchi
- 1990-1991  Jean-Noël Huck,  Jean Fernandez (1 lug.-31 dic.)
 Jean-Noël Huck (1 gen.- 30 giu.)
- 1991-1992  Jean-Noël Huck,  Albert Emon (1 lug.-30 nov.)
 Albert Emon (1 dic.- 30 giu.)
- 1992-1996  Albert Emon
- 1996-1997  Daniel Sanchez (1 lug.-31 dic.)
 Silvester Takač (1 gen.- 30 giu.)
- 1997-1998  Silvester Takač,  Michel Renquin (1 lug.-31 ott.)
 Michel Renquin (1 nov.- 31 mar.)
 Silvester Takač,  Michel Renquin (1 apr.- 30 giu.)
- 1998-1999  Silvester Takač,  Victor Zvunka,  Guy David (1 lug.-31 dic.)
 Victor Zvunka,  Guy David (1 gen.- 31 gen.)
 Guy David (1 feb.- 30 giu.)
- 1999-2000  Guy David
- 2000-2002  Sandro Salvioni
- 2002-2004  Gernot Rohr
- 2004-2005  Gernot Rohr (1 lug.-25 apr.)
 Gérard Buscher (26 apr.- 30 giu.)
- 2005-2009  Frédéric Antonetti
- 2009-2010  Didier Ollé-Nicolle (1 lug.-8 mar.)
 Éric Roy (9 mar.- 31 giu.)
- 2010-2011  Éric Roy (1 lug.- 15 nov.)
 René Marsiglia (16 nov.- 30 giu.)
- 2011-2012  René Marsiglia (1 lug.- 21 mag.)
 Claude Puel (23 mag.- 30 giu.)
- 2012-2016  Claude Puel
- 2016-2018  Lucien Favre
- 2018-2020  Patrick Vieira
- 2020-2021  Patrick Vieira (1 lug.- 4 dic.)
 Adrian Ursea (4 dic.-24 mag.)
- 2021-2022  Christophe Galtier
- 2022-2023  Lucien Favre (1 lug.- 9 gen.)
 Didier Digard (9 gen.-30 giu.)
- 2023-2024  Francesco Farioli
- 2024-  Franck Haise

## Palmarès

### Competizioni nazionali
- Campionato francese: 4

1950-1951, 1951-1952, 1955-1956, 1958-1959
- Coppa di Francia: 3

1951-1952, 1953-1954, 1996-1997
- Supercoppa francese: 1

1970
- Campionato francese di seconda divisione: 4

1947-1948, 1964-1965, 1969-1970, 1984-1985

### Competizioni giovanili
- Championnat National U19: 1

2003-2004

### Altri piazzamenti
- Coppa Latina:

Finalista: 1952

#### Non-ufficiale
- Coppa Grasshoppers:

Secondo posto: 1952-1957

## Statistiche e record

### Partecipazione ai campionati e ai tornei internazionali

#### Campionati nazionali
Dalla stagione 1932-1933 alla 2025-2026 il club ha ottenuto le seguenti partecipazioni ai campionati nazionali:
| Livello | Categoria            | Partecipazioni | Debutto   | Ultima stagione | Totale |
| ------- | -------------------- | -------------- | --------- | --------------- | ------ |
| 1º      | Division 1 / Ligue 1 | 67             | 1932-1933 | 2025-2026       | 67     |
| 2º      | Division 2 / Ligue 2 | 15             | 1935-1936 | 2001-2002       | 15     |

#### Tornei internazionali
Alla stagione 2025-2026 il club ha ottenuto le seguenti partecipazioni ai tornei internazionali:
| Categoria                                | Partecipazioni | Debutto   | Ultima stagione |
| ---------------------------------------- | -------------- | --------- | --------------- |
| Coppa dei Campioni/UEFA Champions League | 4              | 1956-1957 | 2025-2026       |
| Coppa delle Coppe                        | 1              | 1997-1998 | 1997-1998       |
| Coppa UEFA/UEFA Europa League            | 7              | 1973-1974 | 2024-2025       |
| UEFA Europa Conference League            | 1              | 2022-2023 | 2022-2023       |
| Coppa Intertoto                          | 2              | 2003      | 2004            |
| Coppa Latina                             | 2              | 1952      | 1956            |

### Statistiche individuali
Il giocatore con più presenze nelle competizioni europee è Dante a quota 17, mentre il miglior marcatore è Jacques Foix con 10 gol.

### Statistiche di squadra
A livello internazionale la miglior vittoria è per 5-1, ottenuta in tre occasioni: contro lo Zulte Waregem nella fase a gruppi della UEFA Europa League 2017-2018, contro il Fenerbahçe nello spareggio del secondo turno della Coppa dei Campioni 1959-1960 e contro l'Aarhus nel primo turno della Coppa dei Campioni 1956-1957, mentre la peggior sconfitta è un 4-0, subito per due volte: contro il Colonia nel terzo turno della Coppa UEFA 1973-1974 e contro il Real Madrid nei quarti della Coppa dei Campioni 1959-1960.

#### Record
- Vittoria più larga in casa: 9-0 contro l'Avignone (4 marzo 1948)
- Vittoria più larga in trasferta: 6-1 contro il Mulhouse (9 febbraio 1992)
- Maggior numero di vittorie: 24 su 38 partite (1958-59)
- Maggior numero di vittorie consecutive: 6 partite (1958-59 e 1972-73)
- Maggior numero di risultati utili consecutivi: 9 partite (1975-76)
- Record di imbattibilità: 19 partite (1958-59)
- Maggior numero di reti segnate: 80 reti (1958-59)
- Minor numero di reti subite: 30 reti (2007-08)

## Organico

### Rosa 2025-2026
Rosa aggiornata al 18 agosto 2025.
| N. |                           | Ruolo | Calciatore          |
| -- | ------------------------- | ----- | ------------------- |
| 2  | Tunisia (bandiera)        | D     | Ali Abdi            |
| 4  | Brasile (bandiera)        | D     | Dante (capitano)    |
| 5  | Egitto (bandiera)         | D     | Mohamed Abdel Monem |
| 6  | Algeria (bandiera)        | C     | Hicham Boudaoui     |
| 7  | Costa d'Avorio (bandiera) | A     | Jérémie Boga        |
| 8  | Paesi Bassi (bandiera)    | C     | Pablo Rosario       |
| 9  | Nigeria (bandiera)        | A     | Terem Moffi         |
| 10 | Francia (bandiera)        | C     | Sofiane Diop        |
| 11 | Francia (bandiera)        | C     | Morgan Sanson       |
| 14 | Algeria (bandiera)        | A     | Billal Brahimi      |
| 19 | Algeria (bandiera)        | A     | Badredine Bouanani  |
| 20 | Francia (bandiera)        | C     | Tom Louchet         |
| 21 | Svezia (bandiera)         | A     | Isak Jansson        |
| 22 | Francia (bandiera)        | C     | Tanguy Ndombele     |
| 23 | Francia (bandiera)        | C     | Gabin Bernardeau    |

| N. |                         | Ruolo | Calciatore            |
| -- | ----------------------- | ----- | --------------------- |
| 25 | Francia (bandiera)      | A     | Mohamed-Ali Cho       |
| 26 | Francia (bandiera)      | D     | Melvin Bard           |
| 28 | Sierra Leone (bandiera) | D     | Juma Bah              |
| 30 | Polonia (bandiera)      | P     | Bartosz Żelazowski    |
| 31 | Francia (bandiera)      | P     | Maxime Dupé           |
| 33 | Senegal (bandiera)      | D     | Antoine Mendy         |
| 37 | Ghana (bandiera)        | D     | Kojo Peprah Oppong    |
| 39 | Francia (bandiera)      | C     | Djibril Coulibaly     |
| 44 | Francia (bandiera)      | D     | Amidou Doumbouya      |
| 49 | Camerun (bandiera)      | A     | Teddy Nguene          |
| 55 | Burundi (bandiera)      | D     | Youssouf Ndayishimiye |
| 64 | Canada (bandiera)       | D     | Moïse Bombito         |
| 80 | Senegal (bandiera)      | P     | Yehvann Diouf         |
| 90 | Spagna (bandiera)       | A     | Kevin Carlos          |
| 92 | Francia (bandiera)      | D     | Jonathan Clauss       |
| 99 | Ghana (bandiera)        | C     | Salis Abdul Samed     |

### Staff tecnico
| Allenatore:               | Franck Haise     |
| Vice Allenatore:          | Lilian Nalis     |
| Vice Allenatore:          | Johann Ramaré    |
| Vice Allenatore:          | Cédric Varrault  |
| Preparatore dei portieri: | Stéphane Cassard |